# Anarsa
La anarsa es un bocadillo hindú parecido a un pastelillo, que comúnmente está asociado con el Festival de Diwali, que se realiza en las regiones de Maharashtra y Bihar. Sus ingredientes incluyen panela (azúcar morena), arroz, semillas de amapola y ghee (mantequilla clarificada).
Las anarsas son preparadas con arroz remojado en polvo remojado, panela o azúcar.  El arroz se remoja en agua durante 3 días, y el agua se cambia diariamente para mitigar la fermentación. El arroz es posteriormente secado, conservando una cantidad mínima de humedad, y es molido hasta quedar como polvo fino. Esto se conoce como pithi, y se mezcla con una cantidad igual de panela o azúcar, formando una bola.
Esta mezcla puede ser almacenada durante un largo período a temperatura ambiente, siempre y cuando permanezca sellada en un recipiente hermético, para evitar que la humedad empape el azúcar. Siempre que se prepare anarsas, muele un pedazo de plátano de media pulgada (1,27 cm), y que sea mezclado con las bolas de masa preparadas anteriormente. El plátano asegura que el azúcar se disuelva, por lo que debe evitar la mezcla de demasiado plátano. La masa resultante debe de ser suave, pero debe conservar su forma de bola. Se crean pequeños discos planos con aproximadamente 2 pulgadas (5,08 cm) de diámetro al aplanar una pequeña bola de masa sobre una capa de semillas de amapola (solo por un lado de este). Estos discos son freídos en el ghee hirviendo, empezando con lado recubierto de las semillas de amapola.

## Preparación
La anarsa es un bocadillo similar a un pastelillo que comúnmente se prepara para el festival hindú de Diwali, que se celebra durante 5 días consecutivos. El lado de la anarsa cubierta con semillas de amapola debe de freírse hacia arriba a fuego medio, ya que de lo contrario, la anarsa se romperá. Durante el proceso, se debe esparcir el ghee en la parte superior con un cucharón, sin dañar la anarsa. Después, se debe retirar la anarsa del fuego y colocarla en posición vertical para drenar el ghee colocado encima de él. La anarsa está hecha de arroz remojado y panela o azúcar. El lado de semillas de amapola de la anarsa tendrá una especie de malla, una vez que se haya hinchado.
Finalmente, se vierte aceite tibio en el centro de la anarsa para que quede uniformemente marrón.